# Панино-Липецкое
Па́нино-Ли́пецкое — деревня Дёмшинского сельсовета Добринского района Липецкой области. Расположено на левом берегу реки Плавицы; на противоположном находится деревня 1-я Александровка.
Вдоль южной границы проходит шоссе Добринка — Средняя Матрёнка; по нему через реку переброшен мост.
Возникло в начале XIX века. В данных за 1862 год селение упоминается как казённая деревня Ли́пецкие Вы́селки (Па́нино). Тогда в ней было 18 дворов.
Название образовано из двух слов: Панино — по селу Панино в Добровском районе, откуда прибыли первопоселенцы, а Липецкое — по Липецкому уезду.

## Население
| 2010 |
| ---- |
| 29   |